# Comité des entrepreneurs pour un développement responsable de l'économie
Le Comité des entrepreneurs pour un développement responsable de l'économie (CEDRE) est une association loi de 1901 créée en 2008
, rassemblant des chefs d’entreprises de France partageant le constat selon lequel performance économique durable et responsabilité sociale sont devenues indissociables.

## Objectif

Logo du CEDRE

L’objectif du CEDRE est de promouvoir et valoriser une démarche de développement économique et social responsable auprès des entrepreneurs, des pouvoirs publics, des médias et de l’opinion. 
Le CEDRE est un comité de réflexion, à la fois source d’information et source d’expertise, sur les initiatives RSE et le made in France.
.
Le CEDRE traite de projets tels que les démarches de relocalisation, le made in France, les stratégies RSE, la protection de l’environnement, les initiatives éthiques.
Le CEDRE élabore et formule des propositions en matière d'aides à la relocalisation.
En 2009, le CEDRE a ainsi été sollicité par le Ministère de la Relance économique pour témoigner des expériences des entreprises membres.